# يوم الكومنولث
يوم الكومنولث هو مناسبة سنوية للاحتفال بتحالف دول الكومنولث ويكون عادة في ثاني يوم اثنين من مارس في إنكلترا، حيث عادة يحضر الاحتفال بهذا اليوم الملكة إليزابيث الثانية رئيسة الكومنولث مع الأمناء العامين ومفوضي حلف الكومنولث في لندن. تقوم الملكة بإلقاء كلمة للتعريف بالكومنولث تبث عبر العالم. ولا يوجد وقت محدد ليوم الكومنولث في كل أرجاء العالم ويختلف من دولة لأخرى، حيث يحتفل به في جزر ماريانا الشمالية مثلاُ في 8 يناير من كل عام.

## وصلات خارجية
- الموقع الرسمي للأمانة العامة للكومنولث